# آسمان به زمین می‌آید
آسمان به زمین می‌آید (به انگلیسی:The Sky Is Falling) نام رمانی است که توسط سیدنی شلدون نوشته شده است.